# El Campo de Peñaranda
El Campo de Peñaranda – gmina w Hiszpanii, w prowincji Salamanka, w Kastylii i León, o powierzchni 45,2 km². W 2011 roku gmina liczyła 299 mieszkańców.